# Palača Ferreria
Palača Ferreria (Palazzo Ferreria), uradno Palača Buttiġieġ-Francia (Palazzo Buttiġieġ-Francia), je palača blizu vhoda v Valletto, glavno mesto Malte. Zgrajena je bila v 19. stoletju, zasnoval pa jo je arhitekt Giuseppe Bonavia. Pri oblikovanju, na katerega so vplivale italijanske stavbe, je uporabil zanimiv koncept dodajanja lokalnih lesenih balkonov. Zaščitena je kot državni spomenik 2. stopnje.

## Zgodovina
Na parceli palače je nekdaj obstajala livarna Reda sv. Janeza, ki je proizvajala viteško orožje. Giuseppe Buttigieg in njegova žena Giovanna Camilleri sta zemljišče pridobila od vlade, konec 19. stoletja pa sta zgradila Palačo Ferreria. Na fasadi sta vidna grba Buttigiegov in Camillerijev. Palača je bila dana za doto njuni hčerki Teresi Buttigieg. Poročila se je s polkovnikom Johnom Louisom Francio, čigar ime je palača nekaj časa nosila. Francia je bil Španec iz britanske kolonije Gibraltar in se je s Tereso srečal na Malti, ko je Francia bil v britanski vojski. Palača Ferreria je druga največja palača v Valletti. Večja od nje je le Palača velikega mojstra.
Družina Francia je v palači živela do leta 1947. Zaradi vojne je bila v Valletti uničenih večina stavb. Laburistična vlada, ki jo je vodil Dom Mintoff je od Francie najela del palače za oddelek za javna dela, da bi rekonstruiral in obnovil v vojni porušeno Valletto. Družina je obdržala majhen del palače kot apartma, ki ga danes uporablja urad Malteške vlade. Leta 1979 je družina palačo prodala vladi, ki jo je v tistem času zopet vodil Dom Mintoff. Danes je v spodnjem delu palače več trgovin.
Palača je bila obnovljena leta 2017.

## Arhitektura
Arhitekt Palače Ferreria je Giuseppe Bonavia, ki je zasnoval tudi La Borso in stolp Lija Belvedere. Malteška uprava za okolje in načrtovanje je palačo razglasila kot državni spomenik 2. stopnje. Bonavia je želel palačo zasnovati potem, ko je izgubil ponudbo, da bi bil arhitekt Kraljeve operne hiše, s palačo pa je tudi želel pokazati, česa je sposoben in kaj bi se zgodilo, če bi bil za arhitekta izbran on in ne Edward Middleton Barry.

## Galerija
- Kip, ki ponazarja Afriko
- Kip, ki ponazarja obe Ameriki
- Kip, ki ponazarja Azijo
- Kip, ki ponazarja Evropo